# Larmkungstyrann
Larmkungstyrann (Tyrannus vociferans) är en fågel i familjen tyranner inom ordningen tättingar. Den förekommer från västra USA söderut till Mexiko.

## Kännetecken

### Utseende
Larmkungstyrannen är en 20,5-23 centimeter lång tyrann, i fjäderdräkten mycket lik västlig kungstyrann med grått på huvud och bröst, gul buk och grön rygg. Den skiljer sig genom att ha vit spets på den mörka stjärten, ej vita stjärtsidor, samt mörkare grått på huvud och bröst som kontrasterar mot en vit strupfläck. Den har även ljusa övre vingtäckare som ger intrycket att vara blekare än ryggen (tvärtom på västlig kungstyrann).

## Läte
Sången består av en serie klara nasala toner som stiger i ett crescendo, i engelsk litteratur återgiven som "teew teew teew tewdi tidadidew". Lätet är ett hest "CHI-vrrrr".

## Utbredning och systematik
Larmkungstyrann delas in i två underarter med följande utbredning:
- Tyrannus vociferans vociferans – förekommer i torra västra USA söderut till centrala Mexiko, övervintrar i Honduras
- Tyrannus vociferans xenopterus – förekommer i höglandet i sydvästra Mexiko (Guerrero)

## Levnadssätt
Larmkungstyrann hittas i olika sorters öppna miljöer. Födan består huvudsakligen av insekter, men tar också frukt och faktiskt även små gnagare. Den häckar från början och mitten av april till slutet av juli och mitten av augusti i sydvästra USA, i Mexiko från mitten av mars.

## Status och hot
Arten har ett stort utbredningsområde och det finns inga tecken på vare sig några substantiella hot eller att populationen minskar. Utifrån dessa kriterier kategoriserar IUCN arten som livskraftig (LC).